# トマトイプーのリコピン
『トマトイプーのリコピン』は、大石浩二による日本の漫画作品。

## 概要
前作『いぬまるだしっ』の連載終了から5年ぶりとなる大石の最新作。キュートピアという不思議な世界に迷い込んでしまった中学生のめめちゃんと、リコピンをはじめとするファンシーでキュートな動物達が繰り広げるギャグ漫画。かわいらしいキャラクターとは裏腹に時事ネタ（主に政治や人物の不祥事などの際どいネタ）や下ネタ、SNSなどのインターネットの話題、流行語、芸能人のネタなどが多い。
『週刊少年ジャンプ』（集英社）2017年4・5合併号に読切作品が掲載された後、本誌にて2017年45号から連載された。大石の連載作品できちんと表紙を飾ったのは本作が初。巻末に固定されていた『磯部磯兵衛物語〜浮世はつらいよ〜』（2013年 - 2017年）と入れ替わる形で本作も巻末に固定連載された。初期は2色刷りページと巻末の分割掲載も多々あったが、第8話を最後に巻末のみの掲載となった。
作者である大石の体調不良（主に腰痛）を理由に『週刊少年ジャンプ』本誌での連載は2018年26号で一旦終了し、『少年ジャンプ+』で2018年7月9日から2025年3月10日まで隔週月曜に連載された。連載継続にあたり『週刊少年ジャンプ』完結のため掲載された最終3話（29 - 31話）はその後ギャグ展開がやり辛いためお蔵入り・単行本未収録となり、『少年ジャンプ＋』連載開始は(雑誌掲載時の話数で)28話からの続きとなった
。その為、雑誌版と+版はあくまで別世界線上の物語であり、雑誌版の完結内容はマルチエンディングの1つとしている。
単行本の帯には増田こうすけの推薦メッセージが書かれている。
連載開始前の時点では絵柄が現在とは異なるものだったが、第1話と同内容の原稿をサンリオのクリアファイルに入れて編集者の大西恒平に見せたところ、「こっちの絵柄でやったほうがいい」とクリアファイルを指差されたことに端を発し現在の絵柄になった。このことから大石は「訴えられても僕は悪くない」と述べており、劇中でもサンリオネタが出た際には「リコピンが絶対言っちゃいけないやつ」とギャグにしている。
2017年10月より公式インスタグラムをスタート。作者の大石自身が更新している。

## 内容
中学生のめめちゃんは学校から家へ帰る道がいつもと違っていて、ルイス・キャロルのアリスのように不思議な世界に迷い込んでしまったことに気付く。そこで出会ったのはトマトの苗から生まれたトイプードルのリコピン。現実世界とは少し違うキュートピアに住むファンシーでキュートな動物たちとの触れ合いの物語が始まる。

## 登場キャラクター

### 主要キャラクター
リコピン
本作の主人公。10月10日生まれ。B型。トマトの苗から生まれたトイプードル。身長もトマト7つ分（梅沢富美男の顔1.5個分くらい）。年齢は3歳（富美男年齢だと2さい）だが、後述する成犬の儀を過去３年間受けていない事が発覚したため、事実上６歳。好きな色は体毛の色でもあるピンク色。歌を歌うのが好きで、長渕剛に憧れて始めたギターも弾ける。ママのおっぱい（と篠崎愛のおっぱい）が大好き。リコピンハウスに住んでおり、どうやったら間違えるのかは謎であるが、セカオワハウスに間違われる。キュートピアの森の中にある楽しい学校「森の友だち学園」（略して森友学園）に仲間たちと通っている。ガールフレンドのカロちゃんのわがままにはやや困惑しているが、カロちゃんが浮気していたことに傷付いたり、面倒くさいトリセツを守るなど、カロちゃんのことは大好きである（しかし、困った時は他に慰めてくれる都合のいい距離感の女友達がいる）。シャレを言うことも度々あり、その度に「どっ」という効果音が出る。好きな笑点のメンバーは三遊亭好楽。絵も得意でかなり画力がある。影響を受けた画家はラッセン、シャガール、シャウエッセン。尻尾は引っ張ると伸び、筆として絵を描いたり、ルアーとして魚釣りをしたりなど使い方は様々。どんな感情か不明な時は無料スタンプみたいな顔になる。トマト果汁を体に吸収すると、体中の毛が生え変わり、健康な体になる。ユーチューバーをやっており、めちゃめちゃ体を張った動画を投稿してきた揚げ句、刑務所行きとなり、迷惑防止条例違反で懲役10日の判決を受けた。しかし、普通に脱獄した。犬を飼っている。最近では、カロちゃんに行きたくない用事を頼まれた翌日、祖母が爆発した事にして、ジャンプ+とYouTubeを観て二度寝するオチが天丼ネタになっている。
甘戸 めめ（あまと めめ）
6月18日生まれ。キュートピアという不思議な世界に迷い込んでしまった中学生の少女。ツッコミ役。キュートピアには、以前来た女の子が残したコンパクトミラーを開き、リコピン達のことを想う。すると鏡にキュートピアの景色が浮かび上がってくる。そして目を閉じると行くことができる。
甘戸家の隣の家に住む、そらお兄ちゃんに、片想いしている。バレンタインにはカロちゃんの助言で唐揚げをプレゼントした。かわいいぬいぐるみが大好き。髪形は基本的に天パ。一回だけストパーにしたことがあるが、わずか2ページで落ちた。頭に花の形をした髪飾りを付けている。
キャロットきゃろらいんちゃろんぷろっぷべーたカロチン（カロちゃん）
リコピンのガールフレンド。10月7日生まれ。ニンジンの苗から生まれたトイプードル。女子力がかなり高く、様々なSNSを使いこなせたり、ギャル語を使う現代っ子。
性格はわがまま。自分の恋愛については二股をかけるなどルーズなところがあるが、リコピンが浮気したりトリセツを破るとすぐ包丁を持ち出し、リスカ（自傷行為）やリコピンへの制裁に及んだりする。2018年のハロウィンの際、ループ現象に陥ってしまった事もある。
チアミン
リコピンと一番の仲良し。1月11日生まれ。桃の木から生まれたモモンガ。モモンガなのに飛べなかったり、運動は苦手だが、物知りで頼りがいがある。

### リコピンの家族
リコピンパパ
12月14日生まれ
優しくて頼りになるリコピンの父親。雲をつくる会社で働いている。一見みんなに夢を与える素敵な会社に見えるが、典型的なブラック企業である。
リコピンママ
1月1日生まれ
とても背が高いリコピンの母親。美味しいおっぱいが出ることで有名。職業は不明。
リコピンばあば
9月15日生まれ
リコピンの祖母。年齢の影響かいつも震えているが、振り込め詐欺などの架空請求などに対しては厳しく、工事用のクレーン車を動かせるほど。リコピンに前述の爆発オチのダシにされることが多い。年配らしく、なんでも知っている節がある。好きな馬はゴールドシップ、好きな騎手は江田照男、好きなパチスロは4号機のキングパルサー。

### キュートピアの仲間たち
ブクロー
?月?日生まれ
タマネギの球根から生まれたフクロウ。森の長老。
好きな芸能人はみちょぱ。リコピンに玉袋男爵と呼ばれたことがある。
マンゴスチンアナゴ
マンゴスチンの木から生まれたチンアナゴの家族。
陸上に出ている部分はほんの一部で全長は何メートルあるかは不明。
チョリス
8月8日生まれ
パセリの苗から生まれたリス。「ウェ〜イ」が口ぐせ。しかし、たまに何が言いたいのかが分からない。
フランボ
7月1日生まれ
ラズベリーの苗から生まれた熊の子ども。リコピンの友達。
アントシアン
森友学園の理事長の息子。金持ちでイケメンでモテる。カロちゃんの浮気相手。
me a catz
キュートピアの地下アイドル。
イエッタイガー
me a catzのアイドル現場におけるTO（トップオタ）。
もじゃお
11月25日生まれ
はぐれたブロッコリーの赤んぼの種からリコピン達が育てたブロッコリュウという恐竜の子ども。成長すると体長が相当大きくなる。
リモネン
3月16日生まれ
マンチミカンの子ども。カロちゃんとはケンカ友達で彼女のことを本名の「カロチン」と呼ぶ。相当なオタクで、好きな嗜好・作品のことでカロちゃんと言い争いになることもしばしば。
ノミリンという漫画家の姉がいる。
ウシジマくん
リコピンにお金を貸してくれた。
ビーンズ
5月5日生まれ
レアなスイーツなどを盗み取る悪名高いバニラビット（うさぎ）。リコピンの罠に嵌められた事からリコピンに敵愾心を燃やすが、また同様の罠に嵌る悪循環を繰り返す。
メレンゲ坊や
6月28日生まれ
ビーンズの子分だったふわふわとしたマシュマロお化け。リコピンたちと仲良くなる。
ヤマウチくん / カワカミくん
4月19日生まれ（ヤマウチくん）、2月28日生まれ（カワカミくん）
リコピンが所属する鉄動物模型同好会「テッケン」の会長と副会長。模型を作る技術はキュートピア一で、「本物よりも本物」と言われるほど人気。
ストロラブリィ
1月2日生まれ
イチゴリラの女子。テッケンの新規加入メンバー。
チェリオ
ジャギコ
6月15日生まれ
サクランボヤマネコのかなりワイルドな女性。
ニャンプキン
かなり昔に生きていたカボチャネコの幽霊。
エンペラーコング先生
7月3日生まれ
森友学園で女子生徒に人気なイケメンゴリラ教師。絵本を描いたり、映画監督をやったり、オンラインサロンとかやったり、たまにお笑いとかもやる人。
サブレ
6月15日生まれ
最近ハニトー地区に引っ越してきた犬のサブカル女子。ベレー帽に大きめの丸眼鏡、一眼レフカメラとニルヴァーナのTシャツ（曲は知らないが着ている）がチャームポイント。休日は大体個性的な雑貨屋（ヴィレヴァン含む）かレコード屋にいる。口癖は「アタシってやっぱ変わってるかなぁ？」カロちゃんとは相性が悪い。
子ども袋おじさん
12月27日生まれ
親のすねをかじって生きているニートのパンガルーの中年男性。長期に渡り引きこもりであったが、リコピンの助力で、袋の外に出られるまでは成長した。

### 闇のドラゴン一派やモンスターなど
闇のドラゴン
6月13日生まれ
キュートピアの闇の象徴。希少なレアアイテムの独占や、配下を使って気に入らない動物へのSNSの炎上・脅迫を行う。
その口から鉄をも溶かす燃え盛る炎を吐く。
当たりくじが入っていないくじ屋の経営や、絶対に取れないクレーンゲームの開発なども行っている。
タマゴリラ（チルビリ）
4月1日生まれ
イチョウの木から生まれたゴリラ。卵のように見えるが、本当は銀杏（ギンナン）の殻。
詐欺ともいえるような商売のやり方をしている。
チルビリが一応本名だが、作中では一貫してタマゴリラと呼ばれている。
キマイラ
森に生息する恐ろしい化け物。ライオンのような頭で、ヤギのような体で、へびのような尻尾で、神谷浩史のような声を出す。

### 人間界

#### 甘戸家
甘戸 甘太郎（あまと かんたろう）
11月5日生まれ
めめちゃんの父親。講談社で働く40歳。めめちゃんの最近の様子をひどく気にかけるなど心配性である。家事などの際には裸エプロンをする。半ば事故のような形とはいえ、偶発的にキュートピアへ行ってしまい、誤解によって投獄されてしまうが、無事に釈放された。
甘戸 もも（あまと もも）
12月18日生まれ
めめちゃんの弟。食事中も、風呂でもトイレでも、海で遊んでいる時も、遊園地に行った時も、いつもゲームばかりしている（曾祖父の法事で線香ではなく、タッチペンを供えたことがある）。しばらく前からリコピンの存在を認識しており、リコピンの計らいで森の友達学園（森友学園）の講義に出席したことがある。
甘戸 音世（あまと おとよ）
9月26日生まれ
めめちゃんの母親。あまり有名ではないが、絵本作家である。主婦のため何年かに一冊描く程度だが、取材や講演会等で各地を飛び回ったりもするほど多忙らしく家にはあまり帰れない。複数人との交際の末、甘太郎と出版社で出会い、結婚した。それ以外の経歴等に関しては現在不明。福岡県出身者で、たまに博多弁を口にする。
ミミちゃん
4さい♂
甘戸家のペットのトイプードル。両足を上げて小便をする。

#### めめちゃんの関係者
そらお兄ちゃん
甘戸家の隣の家に住む。中学三年生でもうすぐ高校入試。家が隣で昔から可愛がってもらっていたためか、めめちゃんは片想いしている。
フジカワさん
実在する週刊少年マガジン編集者。

## キュートピア
現実世界とは少し違う世界。そこに住むのはファンシーでキュートで不思議な動物達がたくさん。
- キュートピアの生き物は種から生まれる。ドラゴンボールの栽培マンと同じ。赤んぼの種自体はどうやって出来るのかは不明だが、リコピン曰く「保健体育[注釈 11]の授業で習う[注釈 12]」方法でできるらしい。
- スマートフォンが使用可能。別世界にも電話が繋がる。
- 人間が迷い込むことも時々あり、めめちゃん以前に人間の女の子が一度来たことが語られている。その人物は不思議なコンパクトミラーの持ち主であり、めめちゃんの事を知っている[注釈 13]らしいが、何者なのかは2023年現在不明のままである。キュートピアの動物たちは人間に好意的かつ興味津々であり、初対面の人間には「何インティライミ？」と名前を尋ねるのが通例となっている模様。
- 「文の泉-センテンススプリング-」[注釈 14]という泉がある。この泉に物を入れると、その持ち主の居場所が映し出される。この特徴を生かし、主に浮気のチェックに活用される。
- 地下にライブ会場あり。
- 鉄動物という小動物の旅行などの移動の足となる恐竜が存在する。
- 『イッテQ!』などの様々なTV番組でやるようなことも行われる。
- プレゼントを渡す人間がいないため、クリスマスはあるが、サンタクロースはいない。
- 5年に1回、建物が吹き飛ぶほどの台風が来るので、毎回自宅を再建する必要がある。
- 新しい年号を決める時などは、国民全体で投票する。ただし上位が僅差になった場合は、その候補を組み合わせたもの[注釈 15]とする。
- 4歳になったトイプー属の男子は、誕生日当日必ず成犬の儀を受けなければならない。あまりに過酷な上、受けない場合は年齢が3歳でカンストしてしまう。[注釈 16]

## 書誌情報
- 大石浩二 『トマトイプーのリコピン』 集英社〈ジャンプ・コミックス〉、全10巻
  1. 2018年2月2日発売[3]、ISBN 978-4-08-881340-0
  2. 2018年6月4日発売[4]、ISBN 978-4-08-881412-4
  3. 2019年6月4日発売[5]、ISBN 978-4-08-881565-7
  4. 2021年4月30日発売[6]、ISBN 978-4-08-882658-5
  5. 2021年12月3日発売[7]、ISBN 978-4-08-882867-1
  6. 2022年6月3日発売[8]、ISBN 978-4-08-883102-2
  7. 2023年1月4日発売[9]、ISBN 978-4-08-883240-1
  8. 2023年8月4日発売[10]、ISBN 978-4-08-883499-3
  9. 2024年10月4日発売[11]、ISBN 978-4-08-883834-2
  10. 2025年6月4日発売[12]、ISBN 978-4-08-884639-2